# Freja Drakenberg
Freja Ulrika Lennartsdotter Mattsson Drakenberg, med artistnamnet Freja The Dragon, född 18 april 1992, är en svensk sångerska, producent och låtskrivare.

## Biografi
Drakenberg examinerades från Musikhögskolan i Stockholm 2016.  Hon följde sedan med Peter Bjorn & John som extramusiker på deras turné  i Nordamerika, Europa och Australien. Därefter har hon arbetat med att göra musik tillsammans med Björn Yttling.
Hon har även turnerat som musiker åt First Aid Kit och skrivit och producerat musik åt artister som Gina Dirawi, Taken by Trees och Albin Lee Meldau; bland annat har hon skrivit singeln "På riktigt" tillsammans med Meldau.

## Diskografi
EP
- 2020: Long Gone Girl[6]
- 2023: Midnight Matters[4]

Singlar
- 2019: Tell Me I'm Wrong
- 2019: Give It All Up
- 2020: Cut Me Loose
- 2020: Give You All My Love